# Paranerita polyxenoides
Paranerita polyxenoides là một loài bướm đêm thuộc phân họ Arctiinae, họ Erebidae.